# Тассеография
Тассеогра́фия или тассеома́нтия — гадание с помощью осадка, образующегося на дне чашки с чаем либо кофе, а также по осадку на дне бокала с вином.

## Гадание на чайных листьях
Гадатель занимается трактованием рисунков чайных листьев, которые видны на дне чашки. Такие рисунки толкуются по определенным канонам. Насчитывается не менее сорока знаков, включая узоры и фигуры, напоминающие предметы, животных, растения.
Хорошие знаки: амулет; ангел; арка; ботинок; букет; венок; голубь; дуб; желудь; зерно; инжир; клевер; корабль; корзина с цветами; корова; корона; круг; лебедь; мост; нарцисс; орёл; пальма; подкова; птицы; пчела; рог изобилия; роза; слон; утка; цветы; якорь.
Дурные знаки: барабан; ворон; гроб; дуга; змея; квадрат; кинжал; кораблекрушение; коса; крест; летучая мышь; меч; обезьяна; облака; песочные часы; пушка; скелет; сова; флаг; череп; черный флаг.

## Гадание по кофейной гуще
Процедура гадания на кофейной гуще обычно состоит в опрокидывании накрытой блюдцем чашки с кофейной гущей. При этом гуща растекается по стенкам чашки. Изучая кофейные следы, оставленные на чашке, делают предсказания. Многие пособия советуют сопровождать этот ритуал заклинаниями.
Среди кофейных узоров выделяют линии, кружки, короны, ромбики, кресты, квадраты, углы треугольники, овалы, дома, животные, мебель, окна, человеческие фигуры, цветы, деревья, цифры, буквы. Каждому из них приписывается собственное значение.